# Star Trek (Computerspiel, 2013)
Star Trek ist ein Third-Person-Shooter- und Action-Adventure-Videospiel des US-amerikanischen Entwicklers Digital Extremes, das am 23. April 2013 (in Nordamerika) erstveröffentlicht wurde. Es wurde von Bandai Namco Entertainment und Paramount Pictures in Zusammenarbeit mit CBS Studios International herausgegeben und ist auf PlayStation 3, Xbox 360 und Microsoft Windows spielbar.

## Handlung
Das Spiel ist auf das Star-Trek-Kelvin-Universum angesetzt und spielt zwischen den Ereignissen von Star Trek (2009) und Star Trek Into Darkness (2013). Das Spiel folgt weiterhin den Abenteuern von Captain James T. Kirk, der Sternenflotte und der USS Enterprise (NCC-1701). Der Spieler übernimmt die Kontrolle über Kirk oder den Ersten Offizier Spock und untersucht den Diebstahl eines Terraformers, der Wurmlöcher im Universum erzeugen kann, aus der Kolonie Neu Vulkan durch die Gorn.

## Rezeption
Star Trek sei ein unfertiges Produkt mit veralteter Technik. Zahlreiche Fehler und Bugs fallen auf. Der Spielablauf sei monoton und langweilig, der Koop-Modus umständlich. Der Zeitdruck parallel zum Kinofilm zu erscheinen, habe sich negativ auf die Entwicklung ausgewirkt. Die Atmosphäre sei passend und die Soundkulisse toll. Die englischen Dialoge seien witzig eingesprochen und es werde Originalmusik ausgeliefert. Der Plot ist unabhängig vom Film und solide genug. Das Missionsdesign sei einfallslos, die Standardkämpfe langweilig und voller technischer Unzulänglichkeiten. Es sei schlampig erstellt und ohne Qualitätskontrolle veröffentlicht. Trotz vieler kleinen Andeutungen sowie die Original-Sprecher müssen Fans über die zahlreichen Mängel hinweg sehen. Das Spiel wirke an vielen Stellen unfertig und fehlerhaft, insbesondere was die KI und die technische Umsetzung angeht.
J. J. Abrams bezeichnete das Spiel als große Enttäuschung und schädlich für das Franchise.